# Marcel Galey
Pour les articles homonymes, voir Galey (homonymie).
Marcel Galey (parfois orthographié Galay ou Gallay) est un footballeur international français, né le 2 septembre 1905 à Clichy et mort le 30 janvier 1991 à Saint-Cloud.

## Biographie
En tant qu'attaquant, il fut international français à six reprises (1929) pour un but.
En sélection, il joua contre la Hongrie (sa première sélection), contre le Portugal et contre l'Espagne. Pour son premier match, il le gagna 3 buts à 0 ; le second, il le gagna 2 buts à 0, dont un but marqué à la 80e minute, et le troisième et dernier contre l'Espagne, défaite française 8 buts à 1.
Il joua dans différents clubs français (SCUF, CA Vitry, FC Sète et RC Paris) et fait le doublé championnat-coupe de France en 1936 avec le RC Paris.
En 1939, il est devenu le directeur sportif du RC Paris.

## Clubs
- SCUF
- CA Vitry
- 1928-1929 : FC Sète
- 1929-1936 : RC Paris

## Palmarès
- Championnat de France de football

- - Champion en 1936
- Coupe de France de football
  - Vainqueur en 1936
  - Finaliste en 1929 et en 1930